# Плотичне
Плотичне (рос. Плотичное) — присілок у Волховському районі Ленінградської області Російської Федерації.
Населення становить 32 особи. Належить до муніципального утворення Виндіноостровське сільське поселення.

## Історія
Згідно із законом № 56-оз від 6 вересня 2004 року належить до муніципального утворення Виндіноостровське сільське поселення.

## Населення
| 2007 | 2010 | 2017 |
| ---- | ---- | ---- |
| 38   | ↘32  | →32  |